# Canthigaster rostrata
Canthigaster rostrata, tên thông thường là cá nóc Caribe, là một loài cá biển thuộc chi Canthigaster trong họ Cá nóc. Loài này được mô tả lần đầu tiên vào năm 1786.

## Phân bố và môi trường sống
C. rostrata có phạm vi phân bố ở vùng biển Đại Tây Dương. Loài này đã được tìm thấy từ bang Bắc Carolina, dọc theo bờ biển Hoa Kỳ, bao gồm Bermuda và Bahamas, đến khắp vịnh Mexico và biển Caribe. C. rostrata được thu thập xung quanh các rạn san hô, hoặc trong các thảm cỏ biển ở độ sâu khoảng 98 m trở lại.

## Mô tả
C. rostrata trưởng thành có kích thước tối đa được ghi nhận là khoảng 12 cm. C. rostrata được phân biệt với tất cả các loài Canthigaster ở Đại Tây Dương bởi sự xuất hiện bởi các đốm ở hai bên lườn và lưng, và không có một đốm đen lớn trên gốc vây lưng. Cuống đuôi có dải đen, kéo dài qua thùy đuôi.
Số gai ở vây lưng: 0; Số tia vây mềm ở vây lưng: 10 - 11; Số gai ở vây hậu môn: 0; Số tia vây mềm ở vây hậu môn: 9; Số tia vây mềm ở vây ngực: 16 - 18.
Cũng như những loài cá nóc khác, C. rostrata có khả năng sản xuất và tích lũy các độc tố như tetrodotoxin và saxitoxin trong da, tuyến sinh dục và gan. Mức độ độc tính khác nhau tùy theo từng loài, và cũng phụ thuộc vào khu vực địa lý và mùa.
Thức ăn của C. rostrata rất đa dạng, bao gồm rong tảo, các loài động vật giáp xác và động vật thân mềm. C. rostrata được đánh bắt nhằm mục đích thương mại cá cảnh.

## Hình ảnh

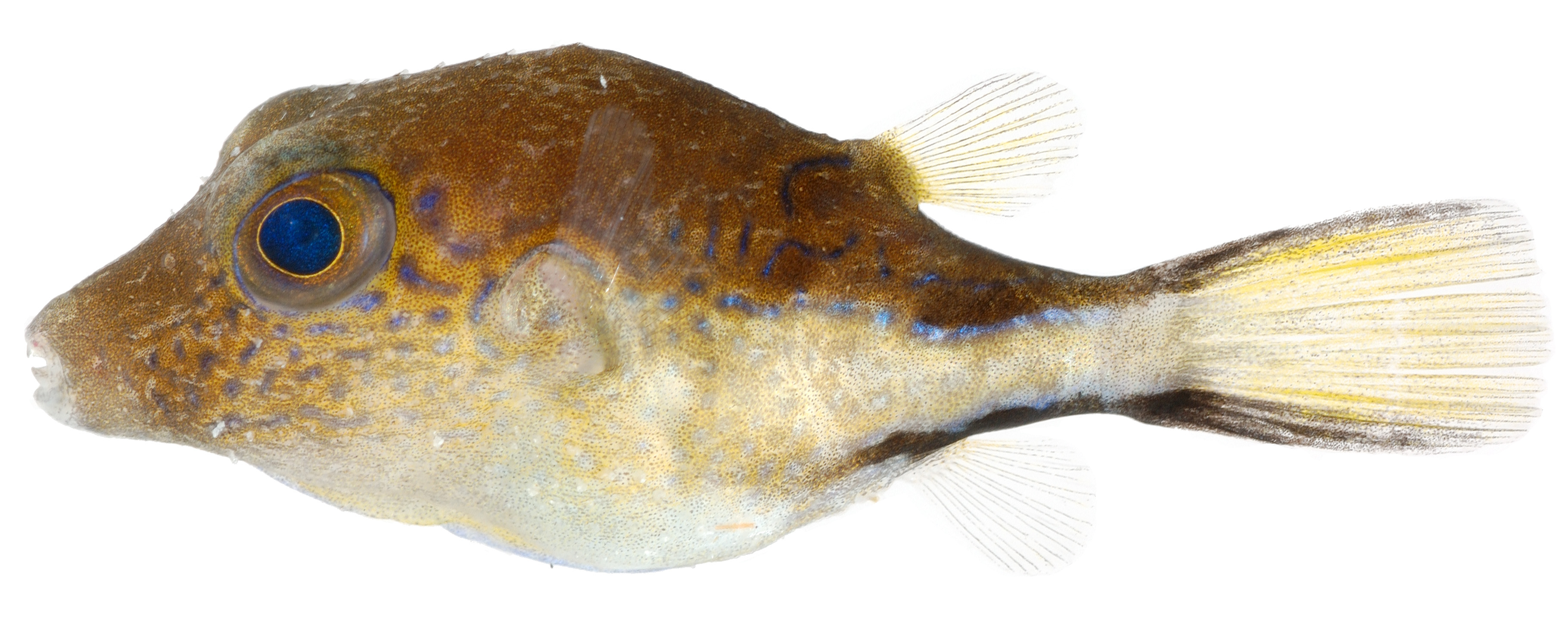
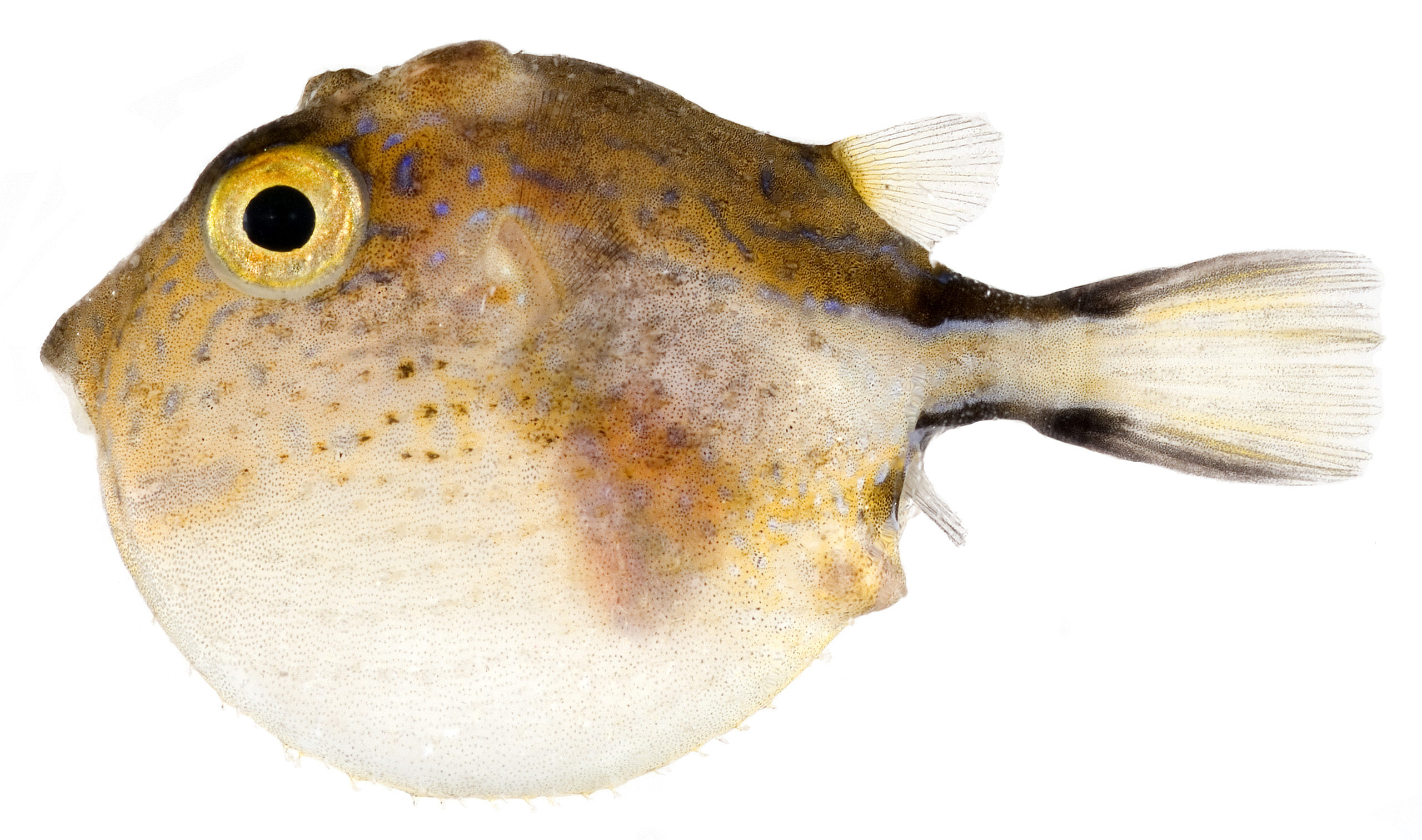